# Lịch sử chiêm tinh học
Niềm tin về tương ứng giữa quan sát thiên văn và các sự kiện trên Trái đất trong học Tử vi đã ảnh hưởng đến nhiều khía cạnh trong lịch sử nhân loại, bao gồm cách nhìn thế giới, ngôn ngữ và nhiều yếu tố văn hóa xã hội.
Trong số các dân tộc ở Tây Á-Âu, bằng chứng sớm nhất về Tử vi xuất hiện từ thế kỷ 3 trước Công nguyên, có nguồn gốc từ các hệ thống lịch sử được sử dụng để dự đoán sự thay đổi mùa và diễn giải chu kỳ thiên văn như những tín hiệu của giao tiếp thần thánh. Cho đến thế kỷ 17, Tử vi được coi là một truyền thống học thuật và đã giúp thúc đẩy sự phát triển của thiên văn học. Nó được chấp nhận phổ biến trong các vòng chính trị và văn hóa, và một số khái niệm của nó được sử dụng trong các nghiên cứu truyền thống khác như giả kim học, khí tượng học và y học. Đến cuối thế kỷ 17, các khái niệm khoa học mới nổi trong thiên văn học, như mặt trời chí tâm, đã làm suy yếu cơ sở lý thuyết của Tử vi, từ đó nó mất đi vị thế học thuật và được coi là một giả khoa học. Các nghiên cứu khoa học dựa trên thực nghiệm đã chỉ ra rằng các dự đoán dựa trên những hệ thống này không chính xác.:85;:424
Trong thế kỷ 20, Tử vi trở nên phổ biến hơn trong công chúng thông qua ảnh hưởng của các phương tiện truyền thông đại chúng thường xuyên, như bói toán trên báo.
Tử vi, trong ý nghĩa rộng nhất, là sự tìm kiếm ý nghĩa con người trong bầu trời; nó cố gắng hiểu hành vi con người chung và cụ thể thông qua tác động của các hành tinh và các vật thể thiên văn khác. Có ý kiến cho rằng Tử vi bắt đầu như một nghiên cứu ngay từ khi con người cố gắng đo lường, ghi lại và dự đoán sự thay đổi mùa bằng việc tham khảo chu kỳ thiên văn.
Bằng chứng sớm nhất về các thực hành như vậy xuất hiện dưới dạng những dấu vết trên xương và tường hang động, cho thấy chu kỳ trăng đã được ghi chú từ cách đây tới 25.000 năm trước; bước đầu ghi nhận tác động của Mặt trăng đối với triều dâng và sông, cũng như tạo ra một lịch cộng đồng. Với cuộc cách mạng nông nghiệp thời đại đồ đá mới, nhu cầu mới được đáp ứng thông qua việc tăng cường kiến thức về các chòm sao, xuất hiện và biến đổi theo mùa, cho phép việc mọc của những nhóm sao cụ thể dự báo đợt lũ hàng năm hoặc các hoạt động theo mùa. Đến thế kỷ 3 trước Công nguyên, các nền văn minh phổ biến đã phát triển nhận thức tinh vi về chu kỳ thiên văn, và được cho là đã cố ý điều chỉnh đền đài của họ để tạo sự thích hợp với việc mọc của các ngôi sao.
Có các bằng chứng rải rác cho thấy những tham chiếu Tử vi cổ nhất là bản sao của các văn bản được thực hiện trong thời kỳ này, đặc biệt là ở Miến Điện (Sumer, Akkad, Assyria và Babylon). Hai bản, từ Bảng sao Kim của Ammisaduqa (tổng hợp tại Babylon khoảng năm 1700 TCN), được cho là đã được thực hiện trong thời kỳ trị vì của vua Sargon của Akkad (2334–2279 TCN). Một bản khác, miêu tả việc sử dụng Tử vi tùy chọn sẽ được ghi nhận cho triều đại của vị vua Sumer Gudea của Lagash (khoảng 2144–2124 TCN). Nó miêu tả cách các vị thần đã tiết lộ cho ông trong một giấc mơ các chòm sao sẽ có lợi nhất cho việc xây dựng một ngôi đền được lên kế hoạch. Tuy nhiên, có tranh cãi về việc liệu chúng có được ghi nhận thực sự vào thời điểm đó hay chỉ được gán cho các vị vua cổ xưa bởi hậu thế. Vì vậy, bằng chứng cổ nhất không bị tranh cãi về việc sử dụng Tử vi như một hệ thống kiến thức được tích hợp được ghi nhận trong các bản ghi xuất hiện từ triều đại đầu tiên của Miến Điện (1950–1651 TCN).

## Chiêm tinh Babylon

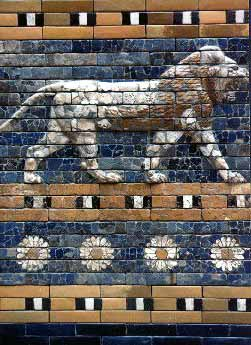
Chi tiết của Cổng Ishtar ở Babylon

Chiêm tinh Babylon là hệ thống chiêm tinh được ghi chép sớm nhất, phát triển vào thế kỷ thứ hai trước Công nguyên. Có sự suy đoán rằng hình thức chiêm tinh nào đó đã xuất hiện trong thời kỳ Sumer thế kỷ thứ ba trước Công nguyên, nhưng những tham chiếu cô lập về dấu hiệu thiên văn cổ đại trong giai đoạn này không được coi là bằng chứng đủ để chứng minh một lý thuyết chiêm tinh tích hợp. Do đó, lịch sử của dự báo thiên văn học học thuật thường được cho là bắt đầu từ các văn bản Babylon đầu tiên muộn (khoảng 1800 TCN), tiếp tục qua giai đoạn Babylon trung và Assyria trung (khoảng 1200 TCN).
Đến thế kỷ thứ 16 TCN, việc sử dụng chiêm tinh dựa trên dấu hiệu trở nên phổ biến, được chứng minh bằng việc biên soạn một tác phẩm tham khảo toàn diện được gọi là Enuma Anu Enlil. Nội dung của nó bao gồm 70 tấm bản viết bằng chữ câu-nê, bao gồm 7.000 dấu hiệu thiên văn. Các văn bản từ thời điểm này cũng đề cập đến một truyền thống miệng - nguồn gốc và nội dung của nó chỉ có thể đoán. Vào thời điểm này, chiêm tinh Babylon chỉ liên quan đến vấn đề hằng ngày, liên quan đến dự đoán thời tiết và các vấn đề chính trị, và trước thế kỷ thứ 7 TCN, hiểu biết của các nhà chiêm tinh về thiên văn học khá sơ khai. Các biểu tượng chiêm tinh có thể đại diện cho các công việc theo mùa, và được sử dụng như một cuốn sách lịch hàng năm của các hoạt động được liệt kê để nhắc nhở cộng đồng thực hiện những việc phù hợp với mùa hay thời tiết (như biểu tượng đại diện cho thời gian thu hoạch, thu thập sò, câu cá bằng lưới hoặc dây, gieo trồng cây trồng, thu thập hoặc quản lý nguồn nước, săn bắn và các công việc theo mùa quan trọng đảm bảo sự sống sót của trẻ em và động vật trẻ cho nhóm lớn hơn). Đến thế kỷ thứ 4, phương pháp toán học của họ đã tiến bộ đủ để tính toán vị trí các hành tinh trong tương lai một cách có độ chính xác hợp lý, và từ đó các bảng chiêm tinh chi tiết bắt đầu xuất hiện.
Chiêm tinh Babylon phát triển trong bối cảnh tiên đoán. Một bộ sưu tập 32 tấm bản viết trên mô hình gan, được ngâm cứu từ khoảng năm 1875 TCN, là các văn bản chiêm tinh Babylon chi tiết cổ nhất được biết đến, và chúng cho thấy cùng một định dạng giải thích như được sử dụng trong phân tích điềm báo thiên văn. Những vết thâm và đánh dấu trên gan của động vật hiến tế được giải thích như là dấu hiệu biểu tượng đại diện cho thông điệp từ các vị thần tới vua.
Người ta cũng tin rằng các vị thần cũng hiện thân trong hình ảnh thiên thể hành tinh hoặc sao mà họ liên kết. Dấu hiệu thiên văn xấu liên quan đến bất kỳ hành tinh cụ thể nào cũng được coi là biểu hiện của sự không hài lòng hoặc sự xáo lạc của vị thần mà hành tinh đó đại diện. Những biểu hiện như vậy được đối mặt với việc cố gắng làm hài lòng vị thần và tìm cách quản lý để thể hiện ý kiến của vị thần mà không gây thiệt hại đáng kể đến vua và quốc gia của ông. Một báo cáo thiên văn học cho vua Esarhaddon về một sự che mờ mặt trăng vào tháng 1 năm 673 TCN cho thấy cách sử dụng lễ nghi của các vị thay thế vua, hoặc các sự kiện thay thế, kết hợp một niềm tin mù quáng vào ma thuật và dấu hiệu với một quan điểm thuần cơ khí rằng sự kiện chiêm tinh phải có một liên hệ nào đó trong thế giới tự nhiên:
... Vào đầu năm, một trận lũ sẽ đến và phá vỡ đê. Khi Mặt Trăng bị che mờ, vua của tôi, xin viết thư cho tôi. Như một sự thay thế cho vua, tôi sẽ đào qua một đê, ở đây ở Babylonia, vào giữa đêm. Không ai biết về điều đó.

Ulla Koch-Westenholz, trong cuốn sách Chiêm tinh Mesopotamian của bà năm 1995, cho rằng sự mâu thuẫn này giữa quan điểm thần thánh và cơ khí xác định khái niệm chiêm tinh của Babylon là một khái niệm mà mặc dù phụ thuộc nặng nề vào ma thuật, nhưng vẫn không có ý nghĩa của trừng phạt đặc thù với mục đích trả thù, và vì vậy "chia sẻ một số đặc điểm xác định của khoa học hiện đại: nó là khách quan và không có giá trị, nó hoạt động theo các quy tắc đã biết và dữ liệu của nó được coi là phổ biến và có thể tra cứu trong các bảng viết." Koch-Westenholz cũng xác định sự khác biệt quan trọng nhất giữa chiêm tinh Babylon cổ và các kỹ thuật chiêm tinh khác là điều đó ban đầu chỉ liên quan đến chiêm tinh hằng ngày, có mục tiêu địa lý và được áp dụng cụ thể cho các quốc gia, thành phố và quốc gia, và gần như toàn bộ quan tâm đến sự phát triển của quốc gia và vua như là người đứng đầu của quốc gia. Chiêm tinh hằng ngày do đó được biết đến là một trong những nhánh cổ nhất của chiêm tinh. Chỉ khi từ thế kỷ thứ 6 TCN, với sự xuất hiện dần dần của chiêm tinh bói toán, chiêm tinh mới phát triển các kỹ thuật và thực hành của chiêm tinh chủ động.

## Ai Cập Thời kỳ Hy Lạp hóa
Vào năm 525 TCN, Ai Cập bị người Ba Tư xâm chiếm, do đó có khả năng đã có một số ảnh hưởng từ Mesopotamia đến chiêm tinh Ai Cập. Trong việc bào chữa điều này, nhà sử học Tamsyn Barton đưa ra một ví dụ về những ảnh hưởng Mesopotamia dường như có trên cung Hoàng đạo Ai Cập, trong đó có hai chòm sao tương tự - Thiên Bình và Bọ Cạp, như được chứng minh trong Zodiac Dendera (trong phiên bản Hy Lạp, Thiên Bình được gọi là Móng Vuốt của Bọ Cạp).
Sau khi được Alexander Đại đế chiếm đóng vào năm 332 TCN, Ai Cập trở thành một phần của quyền lực và sự ảnh hưởng Hy Lạp. Thành phố Alexandria được Alexander thành lập sau cuộc chinh phục và trong thế kỷ thứ 3 và thế kỷ thứ 2 TCN, các học giả Ptolemaic của Alexandria đã là những nhà văn phong phú. Chính trong Alexandria Ptolemaic, Chiêm tinh Babylon đã được kết hợp với truyền thống chiêm tinh Ai Cập về chiêm tinh Decanic để tạo ra Chiêm tinh bói toán. Điều này bao gồm cung Hoàng đạo Babylon với hệ thống cửu trùng của các chòm sao và sự quan trọng của những sự che mờ. Bên cạnh đó, nó kết hợp khái niệm Ai Cập chia cung Hoàng đạo thành ba mươi sáu decan, mỗi decan mười độ, với sự tập trung vào decan mọc, hệ thống thần thánh Hy Lạp, quyền trị của chòm sao và bốn nguyên tố.
Các decan là hệ thống đo thời gian theo các chòm sao. Chúng được dẫn dắt bởi chòm sao Sothis hoặc Sirius. Sự mọc của các decan trong đêm được sử dụng để chia đêm thành 'giờ'. Sự mọc của một chòm sao ngay trước lúc mặt trời mọc (gọi là sự mọc heliacal) được coi là giờ cuối cùng của đêm. Trong suốt năm, mỗi chòm sao mọc ngay trước lúc mặt trời mọc trong mười ngày. Khi chúng trở thành một phần của chiêm tinh thời kỳ Hy Lạp, mỗi decan được liên kết với mười độ của cung Hoàng đạo. Các văn bản từ thế kỷ thứ 2 TCN liệt kê những dự đoán liên quan đến vị trí của các hành tinh trong các chòm sao vào thời điểm mọc của một số decan cụ thể, đặc biệt là Sothis. Cung Hoàng đạo cổ nhất được tìm thấy ở Ai Cập được đặt vào thế kỷ thứ nhất TCN, Zodiac Dendera.
Đặc biệt quan trọng trong sự phát triển của chiêm tinh bói toán là nhà chiêm tinh và nhà thiên văn Hy Lạp-La Mã Ptolemy, người sống ở Alexandria trong thời Ai Cập La Mã. Tác phẩm của Ptolemy, Tetrabiblos, đã đặt nền tảng cho truyền thống chiêm tinh phương Tây, và được coi là "sở hữu gần như thẩm quyền của Kinh Thánh đối với các nhà văn chiêm tinh trong hàng ngàn năm". Đó là một trong những văn bản chiêm tinh đầu tiên được phổ biến ở Châu Âu thời Trung cổ sau khi được dịch từ tiếng Ả Rập sang tiếng Latinh bởi Plato of Tivoli (Tiburtinus) ở Tây Ban Nha, năm 1138.
Theo Firmicus Maternus (thế kỷ thứ 4), hệ thống chiêm tinh bói toán đã được truyền sớm cho một vị vua Ai Cập tên là Nechepso và linh mục Petosiris. Các văn bản Hermetic cũng được biên soạn trong giai đoạn này và Clement of Alexandria, người viết trong thời kỳ Ai Cập La Mã, cho thấy mức độ mà các nhà chiêm tinh được kỳ vọng phải có kiến thức về các văn bản trong mô tả của ông về các nghi lễ thần thánh Ai Cập:
Điều này được thể hiện chủ yếu thông qua nghi lễ thần thánh của họ. Vì đầu tiên là Người ca sĩ, mang theo một trong các biểu tượng của âm nhạc. Vì họ nói rằng anh ta phải học hai cuốn sách của Hermes, một trong đó chứa các bài ca của các vị thần, thứ hai là quy định về cuộc sống của vua. Và sau Người ca sĩ, người Astrologer tiến lên, cầm một cái đồng hồ cát trong tay và một cành cọ, biểu tượng của chiêm tinh. Anh ta phải có các cuốn sách chiêm tinh của Hermes, có bốn cuốn, luôn luôn trong miệng.

## Hy Lạp và La Mã
Cuộc chinh phục Châu Á bởi Alexander Đại đế đã đưa người Hy Lạp tiếp xúc với văn hóa và ý tưởng vũ trụ của Syria, Babylon, Ba Tư và Trung Á. Tiếng Hy Lạp thay thế chữ viết cuneiform để trở thành ngôn ngữ quốc tế trong giao tiếp trí tuệ và trong quá trình này, kiến thức về chiêm tinh đã được truyền từ chữ viết cuneiform sang tiếng Hy Lạp. Vào khoảng năm 280 TCN, Berossus, một linh mục của Bel từ Babylon, chuyển đến hòn đảo Hy Lạp Kos để dạy chiêm tinh và văn hóa Babylon cho người Hy Lạp. Với điều này, như nhà sử học Nicholas Campion gọi là "năng lượng đổi mới" trong chiêm tinh di chuyển về phương Tây vào thế giới Hy Lạp và Ai Cập.
Theo Campion, chiêm tinh từ Thế giới Đông được đặc trưng bởi tính phức tạp, với các hình thức chiêm tinh khác nhau nổi lên. Vào thế kỷ thứ nhất TCN, đã có hai dạng chiêm tinh tồn tại, một dạng yêu cầu đọc bản đồ chiêm tinh để xác định thông tin chính xác về quá khứ, hiện tại và tương lai; dạng khác là chiêm tinh thần thông (đúng nghĩa là 'công việc của thần'), nhấn mạnh việc thăng tiến của linh hồn đến các ngôi sao. Mặc dù chúng không loại trừ lẫn nhau, hình thức đầu tiên tìm kiếm thông tin về cuộc sống, trong khi hình thức thứ hai quan tâm đến sự chuyển đổi cá nhân, trong đó chiêm tinh đóng vai trò như một hình thức giao tiếp với Thần linh.
Như với nhiều thứ khác, ảnh hưởng của người Hy Lạp đóng một vai trò quan trọng trong việc truyền bá lý thuyết chiêm tinh đến La Mã cổ đại. Tuy nhiên, các tài liệu sớm nhất mô tả sự xuất hiện của chiêm tinh ở La Mã tiết lộ sự ảnh hưởng ban đầu của nó đối với tầng lớp thấp hơn trong xã hội, và thể hiện sự quan ngại về việc lạm dụng ý tưởng của 'những người nhìn sao' Babylon. Trong số người Hy Lạp và người La Mã, Babylon (còn được gọi là Chaldea) trở nên quá liên kết với chiêm tinh đến mức 'trí tuệ Chaldean' trở thành một thuật ngữ thông thường để chỉ việc tiên đoán sử dụng hành tinh và sao.
Tham chiếu chính xác đầu tiên đến chiêm tinh xuất hiện trong công việc của diễn giả Cato, người vào năm 160 TCN soạn một bài luận cảnh báo quản lý nông trại không nên tham khảo với người Chaldean. Nhà thơ Juvenal người La Mã thế kỷ thứ hai, trong cuộc tấn công châm biếm về thói quen của phụ nữ La Mã, cũng phàn nàn về sự ảnh hưởng tràn lan của người Chaldean, mặc dù họ có địa vị xã hội thấp hơn, ông nói "Người ta tin tưởng nhiều hơn người Chaldean; họ sẽ tin rằng mọi lời được phán của nhà chiêm tinh đến từ nguồn suối Hammon's, ... ngày nay, không một nhà chiêm tinh nào có uy tín nếu anh ta chưa từng bị giam tại một trại xa xôi nào, với những sự rên rỉ của xiềng xích trên cả hai cánh tay".
Một trong những nhà chiêm tinh đầu tiên mang chiêm tinh Hermetic đến La Mã là Thrasyllus, người trong thế kỷ thứ nhất sau Công nguyên đã làm nhà chiêm tinh cho Hoàng đế Tiberius. Tiberius là hoàng đế đầu tiên được báo cáo đã có một nhà chiêm tinh tại triều đình, mặc dù người tiền nhiệm Augustus cũng đã sử dụng chiêm tinh để giúp xác định quyền Đế quốc của mình.  Vào thế kỷ thứ hai sau Công nguyên, nhà chiêm tinh Claudius Ptolemy đã quá chú trọng vào việc làm chính xác bản đồ thế giới đầu tiên (bản đồ trước đó chủ yếu là tương đối hoặc giả tưởng) để có thể phác thảo mối quan hệ giữa nơi sinh của người và các thiên thể trên trời. Trong quá trình làm điều này, ông đã đặt ra thuật ngữ "địa lý".
Mặc dù có vẻ như một số vị hoàng đế đã sử dụng chiêm tinh, cũng có một lệnh cấm chiêm tinh một phần nhất định. Vào thế kỷ thứ nhất sau Công nguyên, Publius Rufus Anteius bị buộc tội vi phạm điều cấm của người chiêm tinh bị trục xuất, và yêu cầu xem bản đồ chiêm tinh của chính ông và của Hoàng đế Nero. Vì tội này, Nero buộc Anteius tự sát. Lúc này, chiêm tinh có thể dẫn đến cáo buộc về ma thuật và phản quốc.
Cicero's De divinatione (44 BCE), which rejects astrology and other allegedly divinatory techniques, is a fruitful historical source for the conception of scientificity in Roman classical Antiquity. The Pyrrhonist philosopher Sextus Empiricus compiled the ancient arguments against astrology in his book Against the Astrologers.

## Thế giới Hồi giáo
Astrology được các học giả Hồi giáo tiếp nhận một cách nhiệt tình sau khi Alexandria bị người Ả Rập chiếm đóng vào thế kỷ 7, và việc thành lập đế chế Abbasid vào thế kỷ 8. Caliph Abbasid thứ hai, Al Mansur (754–775), thành lập thành phố Baghdad như một trung tâm học thuật và trong thiết kế của nó có một trung tâm phiên dịch thư viện được gọi là Bayt al-Hikma 'Ngôi nhà của Tri thức', được tiếp tục phát triển bởi các người kế nhiệm của ông và đã tạo động lực lớn cho việc dịch các văn bản chiêm tinh Hellenistic sang tiếng Ả Rập. Các nhà dịch sớm bao gồm Mashallah, người đã giúp chọn thời gian cho việc thành lập Baghdad, và Sahl ibn Bishr (còn được gọi là Zael), tác phẩm của ông có tác động trực tiếp đối với các nhà chiêm tinh châu Âu sau này như Guido Bonatti vào thế kỷ 13 và William Lilly vào thế kỷ 17. Tri thức về các văn bản tiếng Ả Rập bắt đầu được nhập khẩu vào châu Âu trong thế kỷ 12 thông qua các bản dịch tiếng Latinh.
Trong số những nhà chiêm tinh quan trọng của người Ả Rập, một trong những người có ảnh hưởng nhất là Albumasur, tác phẩm của ông Introductorium in Astronomiam sau này trở thành một tác phẩm phổ biến ở châu Âu thời trung cổ. Một người khác là nhà toán học, nhà thiên văn học, nhà chiêm tinh và nhà địa lý người Ba Tư Al Khwarizmi. Người Ả Rập đã tăng cường tri thức về thiên văn học, và nhiều tên sao phổ biến ngày nay, chẳng hạn như Aldebaran, Altair, Betelgeuse, Rigel và Vega, vẫn mang dấu ấn của ngôn ngữ của họ. Họ cũng phát triển danh sách các lot Hellenistic đến mức chúng trở nên nổi tiếng như là Arabic parts, và vì lý do đó, thường sai lầm cho rằng nhà chiêm tinh Ả Rập đã phát minh việc sử dụng chúng, trong khi rõ ràng chúng đã là một yếu tố quan trọng của chiêm tinh Hellenistic astrology.
Trong quá trình phát triển của khoa học Hồi giáo, một số phương pháp chiêm tinh đã bị bác bỏ trên cơ sở tôn giáo bởi các nhà thiên văn như Al-Farabi (Alpharabius), Ibn al-Haytham (Alhazen) và Avicenna. Những chỉ trích của họ cho rằng các phương pháp của các nhà chiêm tinh là suy đoán chứ không phải là thực nghiệm, và xung đột với quan điểm tôn giáo chính thống của các học giả Hồi giáo khi đề xuất rằng ý thức Chúa có thể được biết chính xác và dự đoán trước. Những bác bỏ này chủ yếu liên quan đến các nhánh "tư pháp" (như chiêm tinh theo giờ), chứ không phải là các nhánh "tự nhiên" hơn như chiêm tinh y học và chiêm tinh khí tượng, được coi là một phần của các khoa học tự nhiên của thời đại đó.
Ví dụ, bài viết Refutation against astrology của Avicenna Resāla fī ebṭāl aḥkām al-nojūm phản bác việc thực hành chiêm tinh trong khi ủng hộ nguyên tắc các hành tinh làm đại diện cho nguyên tắc nguyên nhân thần thánh mà biểu hiện quyền năng tuyệt đối của Thiên Chúa đối với sự sáng tạo. Avicenna cho rằng chuyển động của các hành tinh ảnh hưởng đến cuộc sống trên Trái đất một cách xác định, nhưng bác bỏ khả năng xác định tác động chính xác của các ngôi sao. Về bản chất, Avicenna không phủ nhận dogma cốt yếu của chiêm tinh, nhưng phủ nhận khả năng của chúng ta để hiểu nó đến mức có thể đưa ra dự đoán chính xác và định mệnh từ đó.

## Châu Âu thời Trung cổ và Phục hưng

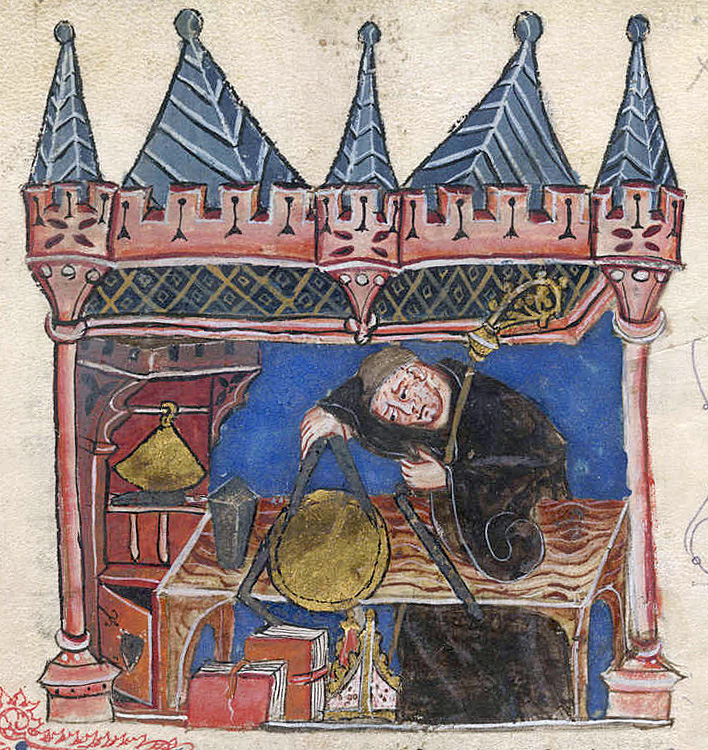
Nhà chiêm tinh-thiên văn Richard of Wallingford được miêu tả đo lường một thiết bị đo góc trong tác phẩm thế kỷ 14 này.

Trong khi chiêm tinh ở phương Đông thịnh vượng sau khi thế giới La Mã sụp đổ, với sự kết hợp của ảnh hưởng Ấn Độ, Ba Tư và Hồi giáo đồng tồn tại và trải qua sự đánh giá tri thức thông qua việc đầu tư tích cực vào các dự án dịch thuật, chiêm tinh phương Tây trong cùng giai đoạn trở nên "phân mảnh và thiếu tinh vi... một phần do mất mát của thiên văn học khoa học Hy Lạp và một phần do lời kết án của Nhà thờ."
Việc dịch các tác phẩm tiếng Ả Rập sang tiếng Latin đã bắt đầu lan truyền đến Tây Ban Nha vào cuối thế kỷ 10, và vào thế kỷ 12, việc truyền bá các tác phẩm chiêm tinh từ Ả Rập vào châu Âu "đạt được động lực lớn".
Vào thế kỷ 13, chiêm tinh trở thành một phần của thực hành y học hàng ngày ở châu Âu. Bác sĩ kết hợp y học Galen (kế thừa từ nhà vật lý học Hy Lạp Galen - năm 129-216) với nghiên cứu về các ngôi sao. Vào cuối thế kỷ 16, các bác sĩ trên khắp châu Âu được yêu cầu theo luật pháp tính toán vị trí của Mặt Trăng trước khi thực hiện các thủ tục y tế phức tạp, chẳng hạn như phẫu thuật hoặc khảo huyết.

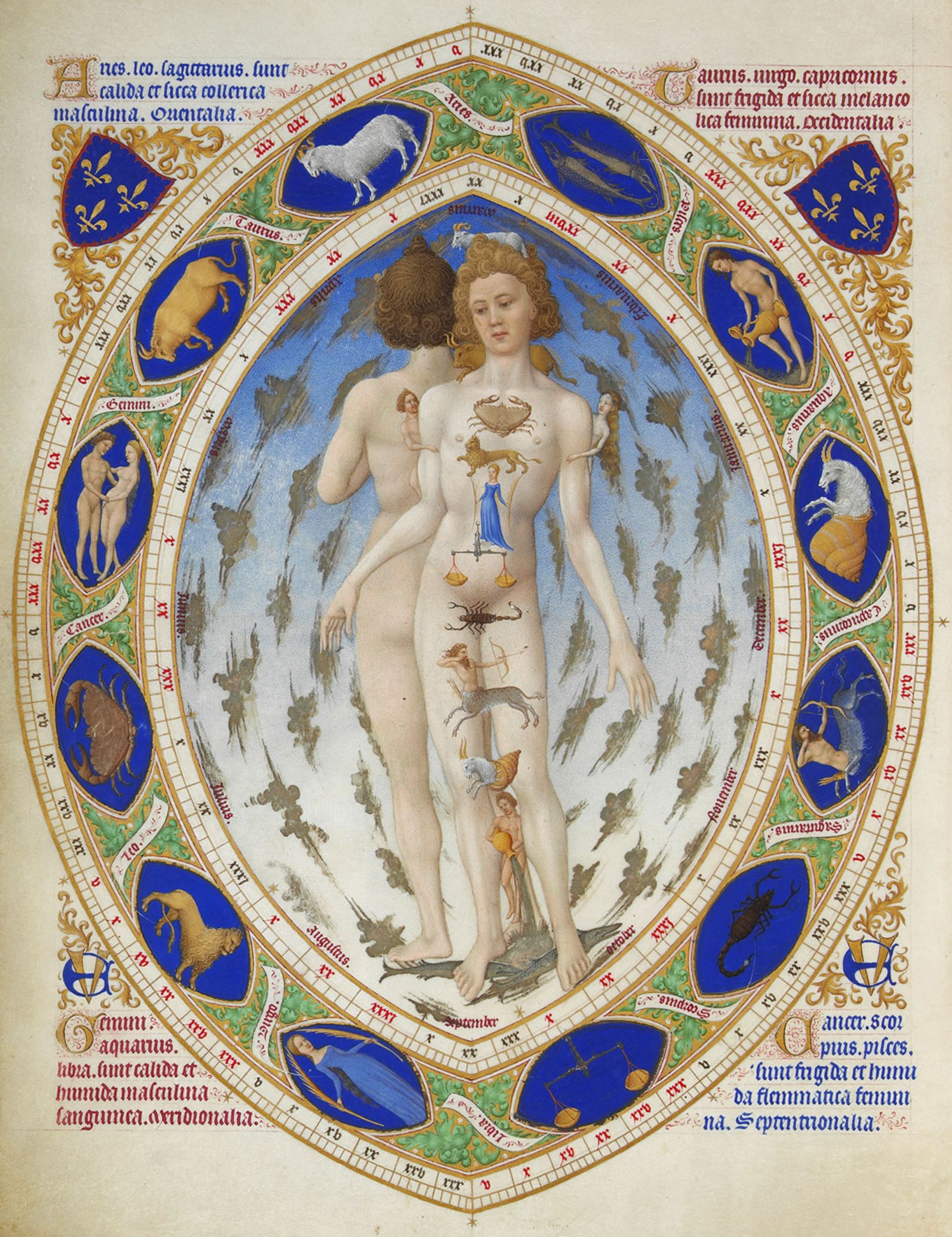
Một hình ảnh liên quan đến chiêm tinh từ Très Riches Heures du Duc de Berry. Nó cho thấy mối quan hệ giữa các bộ phận cơ thể và các chòm sao.

Các tác phẩm có ảnh hưởng của thế kỷ 13 bao gồm công trình của nhà tu Anh Johannes de Sacrobosco (khoảng 1195–1256) và nhà chiêm tinh người Ý Guido Bonatti từ Forlì (Italia). Bonatti phục vụ cho chính quyền của Florence, Siena và Forlì và là cố vấn cho Frederick II, Hoàng đế La Mã Thần thánh. Cuốn sách giáo trình chiêm tinh của ông Liber Astronomiae (Sách Thiên văn học), được viết vào khoảng năm 1277, được coi là "công trình chiêm tinh quan trọng nhất được sản xuất bằng tiếng Latin trong thế kỷ 13". Dante Alighieri đã vĩnh cửu hóa Bonatti trong Divine Comedy (đầu thế kỷ 14) bằng cách đặt ông trong vòng Ái Nhĩ Thất Địa của Địa Ngục, nơi những người sẽ tiên đoán tương lai bị buộc phải xoay đầu (nhìn về phía sau thay vì phía trước).

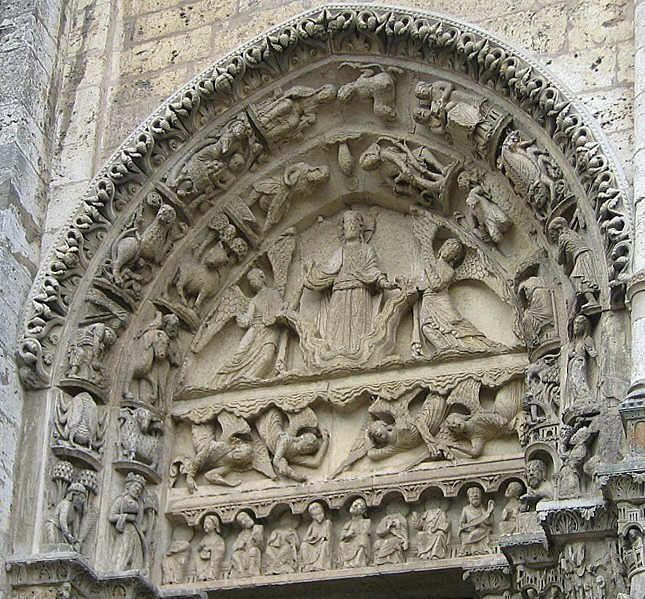
Khe gắn của Ascension tại Cửa trên Cung điện Chartres. Chủ đề trung tâm là Sự thăng thiên của Chúa Giêsu, nhưng xung quanh là các dấu hiệu của Zodiac và Labours of the Months.

Ở châu Âu thời Trung cổ, một giáo dục đại học được chia thành bảy lĩnh vực riêng biệt, mỗi lĩnh vực đại diện cho một hành tinh cụ thể và được gọi là bảy nghệ thuật tự do. Dante cho rằng những nghệ thuật này thuộc về các hành tinh. Vì các nghệ thuật được coi là hoạt động theo thứ tự tăng dần, các hành tinh cũng được sắp xếp theo thứ tự giảm dần của tốc độ chuyển động: văn chương được gán cho Mặt Trăng, cơ quan chuyển động nhanh nhất, luận thuyết được gán cho Thủy Thần, hùng biện được gán cho Hoàng đạo, âm nhạc được gán cho Mặt Trời, toán học được gán cho Sao Hỏa, hình học được gán cho Sao Mộc và chiêm tinh/thiên văn học được gán cho cơ thể chuyển động chậm nhất, Sao Thổ.
Các nhà văn thời Trung cổ đã sử dụng biểu tượng chiêm tinh trong các chủ đề văn học của họ. Ví dụ, Divine Comedy của Dante xây dựng các tham chiếu đa dạng đến các liên kết với các hành tinh trong kiến trúc mô tả của ông về Địa Ngục, Luyện Ngục và Thiên Đàng (như bảy tầng Luyện Ngục của núi giải thoát từ bảy tội lỗi chính mà tương ứng với bảy hành tinh cổ điển của chiêm tinh). Tương tự, các chủ đề chiêm tinh và hành tinh được theo đuổi trong các tác phẩm của Geoffrey Chaucer.
Những đoạn văn chiêm tinh của Chaucer xuất hiện khá thường xuyên và kiến thức cơ bản về chiêm tinh thường được cho là hiển nhiên qua tác phẩm của ông. Ông biết đủ về chiêm tinh và thiên văn học của thời đại mình để viết một Treatise on the Astrolabe cho con trai mình. Ông nhắm chú ý đến mùa xuân đầu của Canterbury Tales trong các câu mở đầu của mở đầu bằng việc nhận xét rằng Mặt Trời "đã đi một nửa vòng trong Bạch Dương". Ông khiến Wife of Bath đề cập đến "tính kiên cường mạnh mẽ" là một đặc điểm của Sao Hỏa, và liên kết Thủy Thần với "những người biết viết". Trong thời kỳ hiện đại sớm, các tham chiếu chiêm tinh cũng được tìm thấy trong các tác phẩm của William Shakespeare và John Milton.
Một trong những nhà chiêm tinh tiếng Anh sớm nhất để lại chi tiết về thực hành của mình là Richard Trewythian (sinh năm 1393). Sổ ghi chép của ông cho thấy ông có một loạt khách hàng, từ mọi tầng lớp xã hội, và cho thấy việc tham gia vào chiêm tinh ở Anh vào thế kỷ 15 không chỉ giới hạn trong các vòng trí thức, thần học hay chính trị.
Trong thời Phục hưng, các nhà chiêm tinh tại triều đình sẽ bổ sung việc sử dụng tử vi với các quan sát và khám phá thiên văn. Nhiều cá nhân ngày nay được công nhận đã lật đổ trật tự chiêm tinh cũ, chẳng hạn như Tycho Brahe, Galileo Galilei và Johannes Kepler, đều là những nhà chiêm tinh thực hành.
Vào cuối thời Phục hưng, sự tự tin đặt vào chiêm tinh giảm bớt, với sự sụp đổ của Vật lý Aristotelê và sự từ chối sự phân biệt giữa các miền thái cầu và địa cầu, mà từ lâu đã là nền tảng của lý thuyết chiêm tinh. Keith Thomas viết rằng mặc dù thuyết Mặt Trời giữa, một phần của chiêm tinh học, tương thích với lý thuyết chiêm tinh, các tiến bộ thiên văn thế kỷ 16 và 17 đã làm cho "thế giới không còn có thể được tưởng tượng là một hệ thống hữu hạn hoàn chỉnh; nó giờ đây là một cơ chế có kích thước vô hạn, mà trong đó sự phụ thuộc phân cấp giữa địa cầu và thiên đường đã biến mất không thể chối cãi". Ban đầu, trong số các nhà thiên văn gia thời đại, "hầu như không ai cố gắng bác bỏ một cách nghiêm túc dựa trên những nguyên tắc mới" và thực tế các nhà thiên văn gia "đều không muốn từ bỏ sự hài lòng tình cảm được cung cấp bởi một vũ trụ hợp nhất và liên quan lồng vào nhau". Đến thế kỷ 18, đầu tư tri thức trước đây đã duy trì vị thế của chiêm tinh học đã bị bỏ bê lớn phần. Nhà sử học khoa học Ann Geneva viết:
Chiêm tinh học ở Anh thế kỷ 17 không phải là một khoa học. Nó không phải là một tôn giáo. Nó cũng không phải ma thuật. Nó cũng không phải thiên văn học, toán học, thuần chính, Platinh học mới, tâm lý học, khí tượng học, giả kim học hay phù thủy thuật. Nó sử dụng một số trong số này như công cụ; nó chia sẻ một số điểm chung với những cái khác; và một số người đã thành thạo nhiều kỹ năng này. Nhưng cuối cùng, nó chỉ là riêng nó: một nghệ thuật dự báo và dự đoán duy nhất, mang trong mình hàng thế kỷ phương pháp và truyền thống.

## Ấn Độ

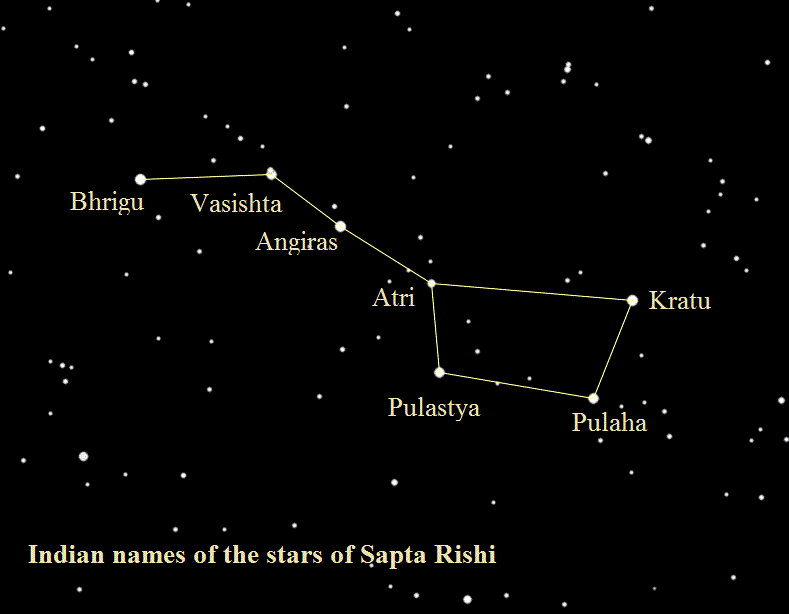
Trong thiên văn Ấn Độ truyền thống, bảy ngôi sao của chòm sao Đại Hùng được xác định với tên gọi Saptarshi

Việc sử dụng chiêm tinh ở Ấn Độ được ghi nhận lần đầu trong thời kỳ Vedas. Chiêm tinh, hay jyotiṣa, được liệt kê là một Vedanga, hay một nhánh của Vedas trong tôn giáo Veda. Công trình duy nhất thuộc loại này còn tồn tại là Vedanga Jyotisha, chứa các quy tắc để theo dõi chuyển động của Mặt Trời và Mặt Trăng trong ngữ cảnh của chu kỳ năm năm. Ngày tháng của công trình này không chắc chắn, vì ngôn ngữ và cấu trúc viết muộn của nó, phù hợp với thế kỷ cuối trước Công nguyên, mặc dù trước thời Triều đại Maurya, có mâu thuẫn với một số bằng chứng nội tại cho một ngày sớm hơn nhiều trong thiên niên kỷ thứ hai trước Công nguyên. Thiên văn học và chiêm tinh Hindu đã phát triển cùng nhau. Tác phẩm đầu tiên về Jyotisha, Bhrigu Samhita, được biên soạn bởi nhà sages Bhrigu trong thời kỳ Veda. Nhà sages Bhirgu cũng được gọi là 'Cha đẻ của Chiêm tinh Hindu', và là một trong những nhà sages Veda tôn kính Saptarishi hoặc bảy nhà sages Veda. Nhà sages Saptarishi cũng được tượng trưng bởi bảy ngôi sao chính trong chòm sao Đại Hùng.
Lịch sử được ghi chép về Jyotisha trong nghĩa tiếp theo của chiêm tinh học huyền bí hiện đại liên quan đến sự tương tác giữa văn hóa Ấn Độ và Hellenistic thông qua các vương quốc Greco-Bactrian và Indo-Greek Kingdoms. Các tác phẩm cổ nhất còn tồn tại, như Yavanajataka hoặc Brihat-Samhita, được đặt vào thế kỷ đầu tiên sau Công nguyên. Tác phẩm chiêm tinh cổ nhất bằng Sanskrit là Yavanajataka ("Câu nói của người Hy Lạp"), một bài thơ của Sphujidhvaja vào năm 269/270 sau Công nguyên dịch từ một bài thơ Hy Lạp đã mất của Yavanesvara vào thế kỷ thứ hai sau Công nguyên dưới sự bảo trợ của vua Indo-Scythian Rudradaman I của Western Satraps.
Viết trên trang lá cây, Samhita (Tổng hợp) được cho là chứa năm triệu lá số bao gồm tất cả những người đã sống trong quá khứ hoặc sẽ sống trong tương lai. Các tác giả được đặt tên viết các tác phẩm về thiên văn từ thế kỷ thứ 5 sau Công nguyên, thời điểm được coi là giai đoạn kinh điển của thiên văn Ấn Độ bắt đầu. Ngoài các lý thuyết của Aryabhata trong Aryabhatiya và Arya-siddhānta đã mất, còn có Pancha-Siddhāntika của Varahamihira.

## Trung Quốc

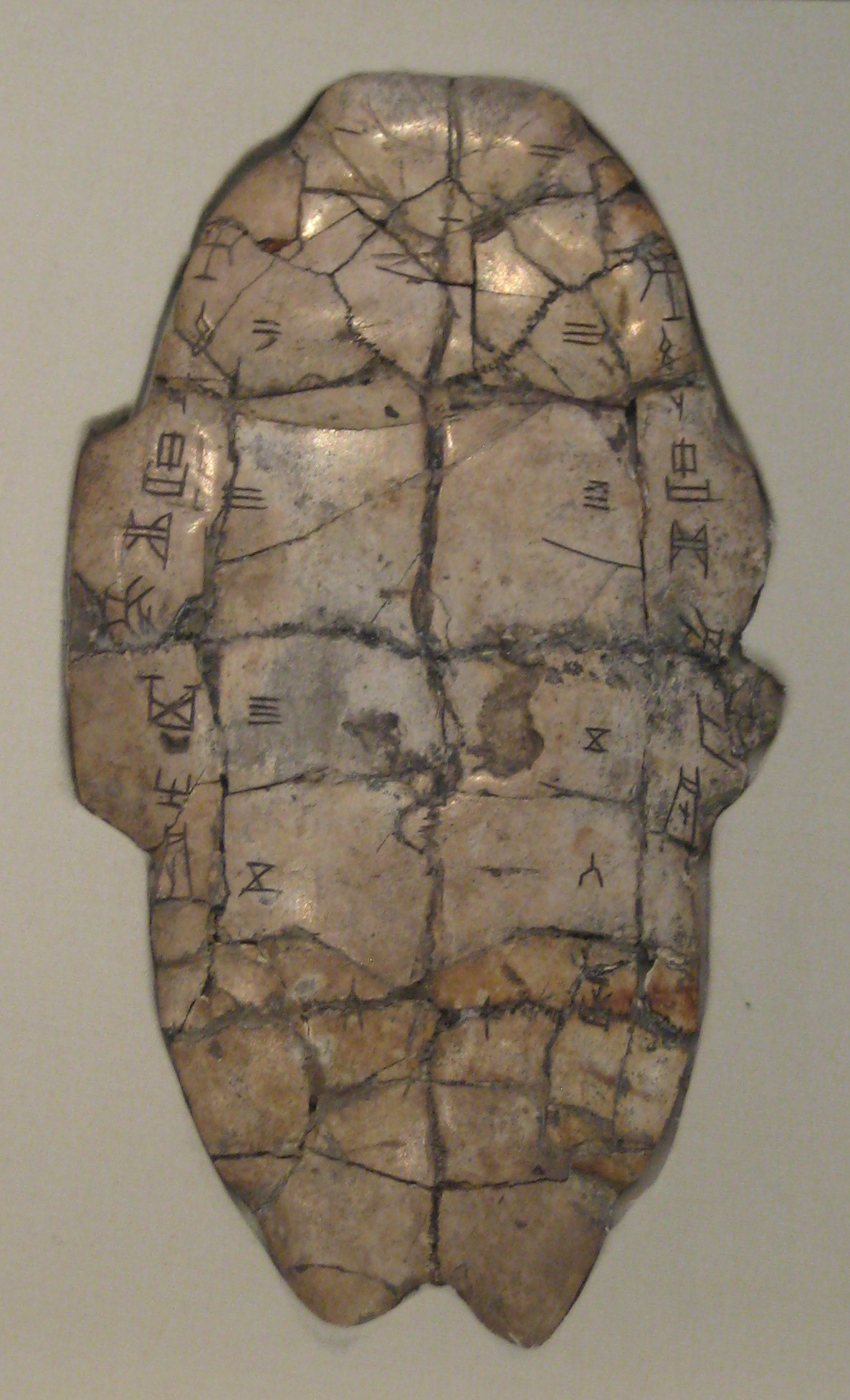
Xương ước – mai rùa

Hệ thống chiêm tinh Trung Quốc dựa trên thiên văn học và lịch Trung Quốc, và sự phát triển quan trọng của nó liên quan chặt chẽ đến sự phát triển của thiên văn học bản địa Trung Quốc, đã phát triển trong thời kỳ Nhà Hán (thế kỷ thứ 2 TCN đến thế kỷ thứ 2 sau Công nguyên).
Chiêm tinh Trung Quốc có mối liên hệ gần gũi với triết học Trung Quốc (lý thuyết ba điều hòa: trời, đất và nước) và sử dụng các nguyên tắc của âm dương và dương âm, cũng như các khái niệm không có trong chiêm tinh phương Tây, như các giảng dạy wuxing, 10 cành thiên văn, 12 Cành địa và lịch âm dương (lịch mặt trăng và lịch mặt trời) và tính toán thời gian sau năm, tháng, ngày và shichen (時辰).
Truyền thống, chiêm tinh được coi trọng ở Trung Quốc, và Confucius được cho là đã đối xử với chiêm tinh với sự tôn trọng, nói rằng: "Trời gửi xuống những biểu tượng tốt hay xấu của nó và người khôn ngoan hành động phù hợp".(xem bói tử vi) Chu kỳ 60 năm kết hợp năm yếu tố với mười hai con giáp đã được ghi chép ở Trung Quốc ít nhất từ thời kỳ thương (Shing hoặc Yin) (khoảng 1766 TCN - khoảng 1050 TCN). Những tấm xương ước đã được tìm thấy từ thời kỳ đó với ngày theo chu kỳ 60 năm được khắc trên chúng, cùng với tên của nhà tiên tri và chủ đề được tiên tri. Nhà chiêm tinh Tsou Yen sống vào khoảng năm 300 TCN và viết: "Khi một triều đại mới sắp nổi lên, trời thể hiện những dấu hiệu đầu mỹ cho nhân dân".

## Trung Mỹ
Các lịch của các vùng Trung Mỹ trước thuộc đại Mỹ La Tinh được dựa trên một hệ thống đã được sử dụng phổ biến trên toàn khu vực, ngày trở lại ít nhất từ thế kỷ thứ 6 TCN. Những lịch sớm nhất được sử dụng bởi các dân tộc như Zapotecs và Olmec, và sau đó bởi các dân tộc như Maya, Văn minh Mixtec và Aztec. Mặc dù lịch Trung Mỹ không phát sinh từ người Maya, nhưng các sự mở rộng và cải tiến sau này của họ đã là phần phức tạp nhất. Cùng với lịch của Aztec, các lịch Maya được ghi chép và hiểu rõ nhất.
Lịch Maya đặc biệt sử dụng hai hệ thống chính, một hệ thống ghi chú năm mặt trời 360 ngày, quản lý việc trồng trọt và các vấn đề gia đình khác; hệ thống khác gọi là Tzolkin 260 ngày, quản lý việc sử dụng trong nghi lễ. Mỗi hệ thống này được liên kết với một hệ thống chiêm tinh phức tạp để bao gồm mọi khía cạnh của cuộc sống. Vào ngày thứ năm sau khi con trai sinh ra, các thầy tiên tri Maya sẽ xem xét bói toán của mình để xem nghề nghiệp của anh ta sẽ là gì: binh lính, linh mục, viên chức công chính hoặc nạn nhân hiến tế. Một chu kỳ Venus kéo dài 584 ngày cũng được duy trì, theo dõi sự xuất hiện và sự kết hợp của Venus. Venus được coi là một ảnh hưởng không lành và xấu, và các vị vua Maya thường lên kế hoạch khai chiến khi Venus mọc. Có bằng chứng cho thấy Maya cũng theo dõi sự di chuyển của Thần Hải Vương, Sao Hỏa và Sao Mộc, và sở hữu một chòm sao nào đó. Tên tiếng Maya cho chòm sao Xà Phu cũng là 'bọ cạp', trong khi tên chòm sao Song Sinh là 'heo rừng'. Có một số bằng chứng cho thấy các chòm sao khác được đặt theo tên của các loài thú khác nhau. Một trong những thiên văn viện chiêm tinh Maya nổi tiếng vẫn còn nguyên vẹn là thiên văn viện Caracol ở thành phố Maya cổ Chichen Itza ở Mexico ngày nay.
Lịch Aztec chia sẻ cùng cấu trúc cơ bản với lịch Maya, với hai chu kỳ chính là 360 ngày và 260 ngày. Lịch 260 ngày được gọi là Tonalpohualli và được sử dụng chủ yếu cho mục đích tiên đoán. Giống như lịch Maya, hai chu kỳ này cùng tạo thành một 'thế kỷ' 52 năm, đôi khi được gọi là Calendar Round.